# 渡邊ゆかり
渡邊 ゆかり（わたなべ ゆかり、1981年4月28日 - ）は、北海道稚内市出身の女子競輪選手、元女子スピードスケート選手。
競輪選手としては、日本競輪学校（当時。以下、競輪学校）102期生、日本競輪選手会新潟支部所属（登録地は山梨県）。また、選手登録名は渡辺ゆかりとしている。

## 来歴
白樺学園高等学校を経て、富士急行に所属していた。2009-2010シーズン終了後、富士急スケート部を退部した。
2000年
- 全日本ジュニアスピードスケート選手権大会、女子スプリント優勝

2002年
- ソルトレークシティオリンピック
  - 500m 9位
- ISUワールドカップ
  - 500m 総合10位

2003年
- ISUワールドカップ
  - 500m 総合9位
- 2003年アジア冬季競技大会
  - 500m 銀メダル

2005年
- ISUワールドカップ
  - カルガリー大会 500m 2位
  - 500m 総合6位

2006年
- トリノオリンピック
  - 500m 15位

2011年
- 競輪学校第102回生（女子第1期生）入学試験を適性試験で受験し合格[2]。同校在校競走成績は11勝を挙げ第8位[3]。

2012年
- 5月1日、競輪選手として登録された。
- 7月1日に平塚競輪場でデビューし5着。
- 8月30日、平塚競輪場で初勝利を挙げた[4]。
- 12月13日、西武園競輪場で行われた決勝を制し初優勝[5]。